# Gwen Torrenceová
Lenna Gwendolyn "Gwen" Torrence (* 12. června 1965 Atlanta, Georgie) je bývalá americká atletka, sprinterka, držitelka mnoha medailí z velkých atletických soutěží.

## Osobní rekordy
- Běh na 50 metrů (hala) 6,07 s. (1996)
- Běh na 60 metrů (hala) 7,02 s. (1996)
- Běh na 100 metrů 10,82 s. (1994, 1996)
- Běh na 200 metrů 21,72 s. (1992)
- Běh na 400 metrů 49,64 s. (1992)